# 预告片
预告片是指电影或电子游戏未上映或未发行之前所制作的用以吸引观众的宣发物料。预告片在短片类型中也具有商业广告的属性，预告片的制作也极其考验创意性和技术性。术语“Trailer”可追溯到电影在胶片上的发行，由于电影重新放映是需要做倒带动作的，因此在电影的结尾处放置预告片是最易于被观众第一时间欣赏到的。而在电影的结尾部分放置预告片的行为，又被称为“尾部预告”。
预告片在中文又稱「片花」，原指香港從1950年代起，以先付訂金投資方式、預售星馬地區的電影上映權，後引申為預告片；曾一度於港台幾乎變成歷史語詞，香港僅老一辈的人使用。在2009年之前，中国大陆也并没有预告片的概念，也将之称为片花。
电影预告片现在已经在DVD、蓝光（BD）、互联网和移动设备上流行起来。在每年大约100亿的在线视频中，电影预告片的浏览量排名第三，仅次于新闻和网络用户创作的视频。预告片的形式也被用作电视节目、电子游戏、书籍、戏剧和音乐会的宣传。

## 历史
美国院线投放的第一支电影预告片是在1913年11月。当时由时任马库斯·罗尔 （Marcus Loew）剧院连锁店的广告经理尼尔斯·格兰隆德（Nils Granlund）为音乐剧《蝶恋花娇》制作了宣传短片并用于百老汇冬园花园剧院的开幕式。据林肯 (内布拉斯加州)《每日星报》的一则报道中提到，尼尔斯·格兰隆德所采用的宣发被描述为“一种全新且独特的宣传噱头”，对彩排和与幕后故事进行动态影像拍摄将逐渐成为流行，讲这种宣传方式用于戏剧开始之前，并将其展示在剧院场所外，完全可以替代大部分平面广告牌以得到更好的宣传效果。”尼尔斯·格兰隆德也是第一个为即将上映的电影引入预告片宣发的人，他使用幻灯片技术在1914年在哈林第七大道的一所剧院为查理·卓别林宣传即将上映的电影。
预告片最初是在电影片尾进行播放的，因此被称为“尾部预告”。但人们发现这种做法得到的实际宣发效果不佳，通常观众在电影结束后都会立即离开。后来，放映商改变了他们的做法，使预告片变成电影节目的一部分，其中包括一些卡通短片、新闻短片和系列片段。如今，更精心制作的预告片和商业广告已在很大程度上取代了其他形式的宣发方式，在电影院中，电影开始前的20分钟则是放映预告片的时间。

直到1950年代后期，预告片主要是由国家银幕服务公司（National Screen Service）制作，当时的预告片由电影中的各种关键场景剪接组成，通常会添加大量描述该故事的描述性文字（术语：字卡），而音乐则是来自录音室的音乐库。 大多数预告片都存在某种形式的配音解说，而这些具有情绪的解说也的确达到了很好的煽动情绪作用。

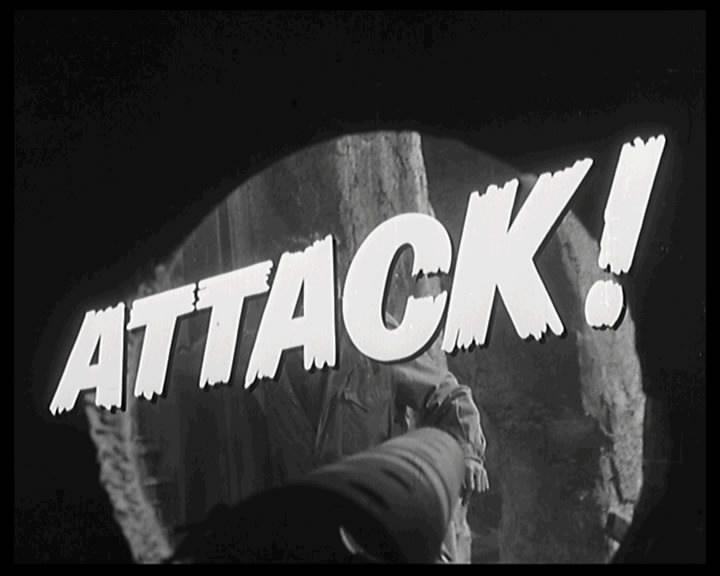
1956年电影《攻击》预告片

在1960年代初期，电影预告片的面貌发生了变化。无文字的采用蒙太奇剪接的预告片和快速剪辑变得流行，这在很大程度上是由于“新好莱坞模式”的到来以及电视媒体中越来越成熟和流行的剪辑技术。这个潮流的引领者包括斯坦利·库布里克（Stanley Kubrick），他电影中采用蒙太奇剪接的预告片，分别为《洛丽塔》 (1962年电影)、《奇爱博士：我如何学会停止恐惧并爱上炸弹》（1964）和《 2001：太空漫游》（1968）。库布里克对制作《奇爱博士：我如何学会停止恐惧并爱上炸弹》预告片的主要灵感来自于加拿大电影导演阿图·利普塞特（Arthur Lipsett）制作的短片《Very Nice, Very Nice》（1961）。巴勃罗·费罗（Pablo Ferro）是开拓库布里克预告片成功的先驱，他打造了《奇爱博士：我如何学会停止恐惧并爱上炸弹》和屡获殊荣的《发条橙》（1971）的预告片。
许多家庭录像带里都会包含一些由同一家公司制作的其他电影的预告片，而这些预告片则是预定在电影上映前在录像带中可以让观众欣赏到，这样就不用花大价钱在电视媒体上投放广告。大多数VHS录像带都会在开头部分强制播放预告片，但是某些VHS录像带则是在电影结尾或录像带的片头和片尾都包含预告片。末尾包含预告片的VHS录像带通常会提醒观看者“敬请关注更多精彩内容，以获取最新电影信息。” 而现在，借助DVD和蓝光为载体，预告片可以作为碟片中的附属特辑，而不必在电影放映前强制播放预告片。

## 定义
预告片是像商业广告那样通过一系列精选编排好的镜头组成。 其主要目的则是吸引观众观看电影，而预告片中的镜头和片段通常取材于电影中最令人兴奋、有趣或其他具有信息值得注意的部分。预告片会采用独立的预告片剪辑师进行剪辑，也会有一套独立的叙事结构，所以通常不会对观众产生剧透，为此，场景、镜头和叙事顺序不一定完全按电影中的编排和结构。中国大陆电影《三枪拍案惊奇》的制作中，张艺谋导演坚持让预告片独立于电影制作，找没有参与《三枪拍案惊奇》制作的剪辑师剪预告片，因为剪过电影正片的剪辑师，长期面对素材再剪预告片时，很难以观众的视角去发掘电影的亮点。
根据美国电影协会（MPAA）的预告片规定，总体时间长度必须控制在在2分钟30秒内，但如果，电影制片厂或发行商认为有必要为这部重要的电影制作一支特殊的预告片，则可以超过该时间限制。而在中国大陆，则没有其时长限制规定，通常大陆电影预告片制作公司考虑到移动端播放群体的缘故，所以预告片的时长也大多控制在2分钟30秒内。

2014年1月，美国电影院业主协会发布了最新行业准则，要求电影发行商提供的预告片的总时长不得超过2分钟，比以前的标准减少了30秒。但该准则并不是强制性的，也允许某些较为特殊的预告片超出时间限制。电影发行商对此准则反应冷淡，在准则发布之前，并没有关于预告片时长的争议，这个准则的发布令很多人感到惊讶。

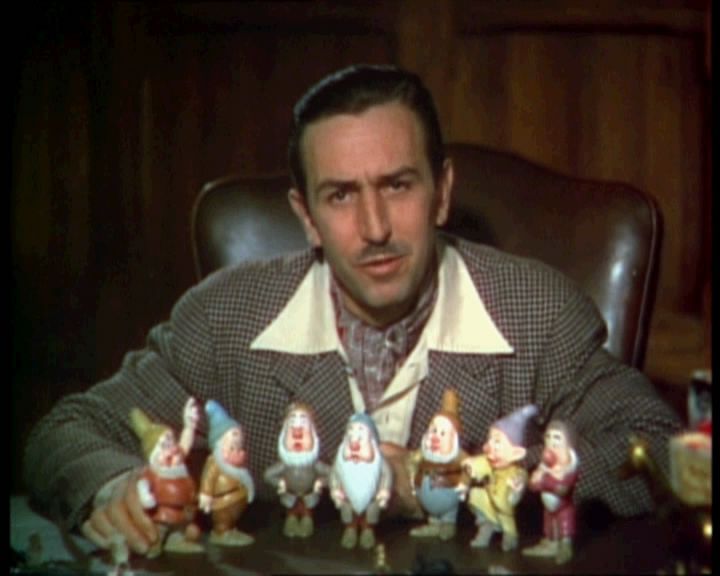
1937年，华特·迪士尼出现在《白雪公主和七个小矮人》动画电影的预告片中。

一些预告片使用“专门为预告片需求”的定制素材，这些素材是专门为拍摄商业广告宣发目的而建立的，并不会实际的出现在电影中。使用此技术的最著名的电影是《终结者2：审判日》，其预告片中制作了一个组装T-800终结者的场景，而这个场景本也不会出现在电影中。次元影业还为2006年的恐怖片《黑色圣诞节》拍摄了额外的场景，这些场景被用于电影的宣传片中，但在公映版本中却没有出现。2002年轰动一时的电影《蜘蛛侠》的一个预告片有一整套动作场景，特别是劫匪用直升飞机逃离银行时，劫匪的直升机在世贸中心两座塔楼之间被一张巨大的网套住。然而，在911事件之后，电影公司将这个预告从院线撤下。
最著名的定制预告片之一是用于1960年代惊悚片《惊魂记》，导演阿尔弗雷德·希区柯克（Alfred Hitchcock）带领观众参观了贝茨汽车旅馆，并最终到达了那个臭名昭著的淋浴间场景。就在这时，说话轻言细语的希区柯克突然把浴帘掀开，让维拉·美露丝发出令人毛骨悚然的尖叫。实际上，这个预告片是在电影整体完成后再进行拍摄和制作的，当时由于珍妮特·利（Janet Leigh）不再进行拍摄，希区柯克让维拉·美露丝戴了一顶金色假发，以弥补这个比较短暂的片刻。由于电影标题“惊魂记”立即覆盖了屏幕的大部分区域，因此多年来这个替身一直没有引起观众的注意，直到定格分析后发现，预告片中的淋浴间是维拉·美露丝而不是珍妮特·利。
在洛杉矶和纽约，有数十家公司专门制作电影预告片。 预告片可以在制片厂后期剪辑完成电影（粗剪）的同时，在预告片公司（例如The Cimarron Group、MOJO、The Ant Farm、Ben Cain、Aspect Ratio、 Flyer Entertainment、Trailer Park、Buddha Jones等）中开始立项制作。由于此时电影的剪辑可能尚未完成或者只完成了一个粗剪，而预告片工作可以从制作先导预告或者正式预告开始。因此，前期的预告片版本中可能不会包含一些正片的镜头，也就意味着正式的院线版本电影中，这些镜头可能是在全片剪辑的各个版本中被拿掉了，而预告片中则保留了下来。也有的是，预告片剪辑师和电影剪辑师可能会使用不同的特定镜头。 另一种常见的预告片剪辑模式是在预告片中加入正片中没有的音乐，而该音乐也不会出现在电影的配乐中。
一些预告片中加入了电影中没有的内容，尤其是经典电影的预告片，这些内容令电影收藏家垂涎三尺。例如，在《卡萨布兰卡》的预告片中，主角亨弗莱·鲍嘉说: “好吧，你自找的! ”在拍摄斯特拉瑟少校之前，这句台词在全片中都没有出现。

## 真实反映与误导
多年来，有很多例子表明预告片对电影本身进行了误导性的叙事。而这些误导可能给人的印象是，在电影中主要演员中的名人篇幅占比很少，或者预告片中展现的电影内容比实际全片更带感。预告片中通常会采取一些欺骗性手法技巧来吸引更多的潜在受众，有时预告片中还包含电影本身没有的镜头。这种欺骗性的手法可能是艺术上的选择，也可能是因为预告片是在电影最终剪辑之前拼凑起来的，但在其他时候，这是为了给观众留下对电影不同的印象。然后预告片可能会以一种‘为了最大化吸引观众’的方式去误导观众，因为一般观众会有先入为主的观念去院线看一部电影，那么通过诱导和欺骗，预告片可以给观众传递一个他们对电影不同的解读。然而，相反的情况是大片级的预告片所给观众展示并承诺的信息通常会被平庸的全片所辜负。一位美国妇女起诉了《亡命驾驶》的制片人，因为他们的电影“没有真正兑现预告片中的承诺”，尽管最后她的诉讼被驳回了。2016年8月，一名美国律师试图起诉《自杀小队》虚假宣传，理由是缺乏包括小丑在内的场景。

## 结构
预告片以高度浓缩的方式讲完整部电影的叙事，以获得最大的吸引力。自从电影营销成为一个大行业以来的几十年里，预告片已经成为高度精致的商业广告片，甚至能够将糟糕的电影以吸引人的眼光来呈现。下面列出了许多预告片共有的一些元素。预告片通常是由正在宣发的电影中的场景组成，但有时也会包含电影中被删除的场景。
预告片制作的主要目的是向观众展示一个引人入胜的故事，让观众对其电影投入情感和兴趣。
大多数预告片都有一个类似于故事长片的三幕式结构表达。他们从开头(第一幕)开始，展示了故事的前提，中间部分(第二幕)使故事进一步得到发展，通常以戏剧性的一段高潮来结束这段，然后（第三幕）通常以一段强有力的“标志性音乐”为特色(辨识度强的音乐或者强有力的管弦乐)开始，画面展现通常包括一段充满力量和情感的视觉蒙太奇剪辑，如果具有大流量吸引力的明星可以帮助推销电影，那么预告片末尾也可能出现一段演员阵容片段。
旁白叙事有时被用来简单地构建电影的背景故事，并在必要时提供一些解释，尽管这种做法在旁白艺术家唐·拉方丹去世后开始逐渐减少。由于预告片是高度浓缩的短片，而旁白则是一个非常有用的工具，以加强观众对情节的理解。一些最著名的现代预告片配音艺术家有，哈尔·道格拉斯、Mark Elliott, John Leader,、Corey Burton,、George DelHoyo、彼得·库伦、摩根·弗里曼、Ashton Smith、Jim Cummings、John Garry、Tom Kane、Nick Schatzki、Ben Patrick Johnson、Tony Rodgers、Beau Weaver和Brian Cummings。上世纪四、五、六十年代的电影预告片配音艺术家包括：Howard strickland (为米高梅电影公司配音)、Lou Marcelle (为华纳兄弟配音)、Art Gilmore、Knox Manning、Reed Hadley、Les Tremayne (为米高梅电影公司配音)、Fred Foy (为米高梅电影公司配音)、 Karl Foy (为米高梅电影公司配音)、Tim Turner (为松林制片厂/兰克机构电影公司配音)和Bob Marcato。
经典好莱坞电影时代的预告片因为陈词滥调而出名，比如“伟大！”、“太棒了！”等等。一些预告片为了讽刺效果，还故意使用这些陈词滥调的配音。比如，喜剧演员杰里·赛恩菲尔德和顽强的D主演的电影《吉他狂想曲》的预告片。
音乐在预告片的制作中起到了制定基调和情绪的作用。通常预告片中使用的音乐并不是来自电影本身(此时的电影长片制作中还没有到配乐这个流程）。那么，预告片中使用的音乐可能为：
- 来自其他电影的配乐。
- 流行音乐或一些耳熟能详的著名音乐，通常会选择辨识度高的音调、歌词的段落。其中最常用的是卡尔·奥尔夫的《布兰诗歌》中的《哦，命运女神》 ，[23]以及逝去的实验声和贝多芬的作品。一些预告片可能会选择流行音乐，这一方面是因为制作基调的需求(例如动作片会选择硬摇滚，浪漫喜剧会选择轻音乐) ，或者是为了渲染背景(例如，20世纪40年代一部电影的预告片使用了大乐团演奏的乐曲)。
- 独立作曲家专门为广告创作而建立的“Library”版权曲库，里面有很多预告片音乐制作公司的预告片音乐，其中一些最著名的有Audiomachine（音频机器）、Two Steps From Hell（地狱边缘）、Immediate Music（即时音乐）和X-Ray Dog（镭射狗），里面还包括了一些音效和音乐的版权商，诸如Moss Landing、Gerrit Kinkel Productions和RedCola Music（红可乐音乐）。
- 为预告片而专门定制创作的音乐。约翰 · 比尔是好莱坞最著名的预告片作曲家之一，被认为为当代预告片配乐的顶尖人物。他从20世纪70年代就开始从事预告片配乐工作，在30年的职业生涯中，为2000多部电影预告片创作了原创音乐，[24]包括40部有史以来最卖座的电影，如《星球大战》、《阿甘正传》、《泰坦尼克号》、《阿拉丁》、《勇敢的心》、《人鬼情未了》、《最后的武士》和《黑客帝国》。

预告片中通常都会带有演员阵容（港台地区称称为卡司）的包装字卡，如果导演或者制片人是知名人士，又或者曾参与过其他受欢迎的电影，他们通常也会出现在预告片中的包装字卡，例如电影《火锅英雄》的电影制作里，监制由著名导演陈国富任职，而在预告片中，就会出现陈国富的包装字卡，以此宣传该电影的质量。而大多数预告片的都会出现主要演员和主创人员包装字卡，同样的阵容，也会出现在平面海报和印刷宣发材料上，而在电影正片的开场和结尾也会出现。预告片中通常会有电影制作公司和发行商的Logo标志，而这些Logo通常会出现在预告片的开头或者稍后一点的段落，在20世纪70年代末以前，电影制作公司的Logo只被放在预告片的末尾，或者根本就不会被使用；然而，在20世纪40年代，派拉蒙影业是第一个开始在预告中使用Logo的厂商。
许多预告片包含杜比数字音或任何其他多声道的声音格式。因此，专门进行声音设计和混音后的预告片成为现如今预告片的制作主流。不少电影和游戏的预告会在前期购买音乐版权后，针对音乐就是二次改曲创作（加入鼓点、重音、管弦乐等），比如游戏《战地5》“鹿特丹的毁灭”预告片中所使用的动物乐队演唱的日昇之屋（House Of The Rising Sun）的音乐版本就是为预告片而单独创作的版本（此版本由Audiomachine负责进行改曲）。但也有一些预告片采用音效搭建氛围，而不是采用音乐来架构基调，比如电影《荒野猎人》的正式预告，里面采用了演员莱昂纳多·迪卡普里奥的呼吸声来渲染氛围。
预告片曾经和正常的电影采用相同的格式，要么是35毫米胶片，要么是数字格式。现如今，互联网允许预告片以不同的分辨率在线上传。自从数字3D技术出现以来，3D电影也会有3D格式的预告片。

## 收藏
美国“国家银幕服务（National Screen Service）”发行公司要求院线归还或自行处理已使用的预告片（费用由电影院承担）；然而，该公司并没有要求院线给出处理后的收据或者证明，所以很多预告片只是被存在电影院的保存库里。随着一些预告片版本在电影收藏家中出现了商业价值，预告片市场也随之发生了变化。许多被电影院入库的电影预告片被翻了出来，并由电影院的工作人员进行销售。由于每部预告片播放带的制作成本约为60美元(1981年预估的价格) ，并以10美元的价格再租给需要播放预告片的电影院，这种损失导致“国家银幕服务”发行公司增加租金，从而减少了向观众播放的预告片数量。
一些影院也开始放映没有主要特色的预告片式垃圾片。同样的，一些DVD中只存放有电影预告片（片段可能来自电影中被删减的段落）来出售。

## 種類
从20世纪90年代末到21世纪初，随着互联网和YouTube等网站的发展以及动画技术的发展，制作和播放预告片的成本越来越低，人们开始制作更多类型的预告片。

###### 电影预告
电影预告片由于根据各制片方需求、地区宣发需求和宣发流程，版本及其放出顺序而有所不同。以下列举一些常见的版本：
| 类型                                    | 作用 | 时长 |
| --------------------------------------- | --- | --- |
| 先导预告(Teaser Trailer)                | 通常会以一些较为吸引人的电影片段、长镜头、渲染氛围的剪辑或者直接释出一个IP Logo（例如《蝙蝠侠黑暗骑士》先导预告中只出现了蝙蝠侠的标志性Logo），该预告一般不会放出电影的背景故事或一些直接的叙事，其目的还是氛围渲染和释放出该电影上映的正式消息。 | 不超过1分30秒 |
| 正式预告(Official Trailer)              | 介绍电影的背景故事，埋入悬念，揭示电影的一部分面貌，并展现该片的演员阵容和创作人阵容，会有更多的精彩镜头被包含在此预告中。但如果制片方不想让一些镜头、剧情、演员太早露出，所以会特定作出部分元素限制。 | 不超过3分钟（美国地区由于其政策规定，而中国大陆地区是由于不利于传播），但特定的预告片是可以在此版本中超过3分钟，比如《阿凡达》的正式预告就推出过3分钟版本。 |
| 主题版预告（Style Trailer）             | 主要围绕一个主题进行阐述制作的预告，预告中也围绕这些点来进行创意制作，以此吸引不同的观众群体。预告片剪辑师会在前期从电影中提炼特定的元素来制作此版本的预告，这中间可以涉及很多方面，比如一个电影中，如果动作戏占了很大的比例，就可以制作一个动作版预告，如果双方矛盾戏比较多，就可以出一个对峙版预告，如果爱情戏比较多，还可以出一个爱情版预告。电影《二代妖精之今生有幸》的预告片版本中，有一个版本是以鬼畜和各种搞笑场景来设计的妖精倒贴版预告。 | 不超过2分30秒 |
| 人物版预告（Character Version Trailer） | 此版预告主要围绕电影中的一个特定角色或者群像来进行叙事阐述，而在特定角色的预告版本中，其他角色为辅助此角色作叙事穿插，群像预告版本则是可以多人多叙事。人物版预告可能会使用包装字卡来突出明星IP，以吸引该明星的粉丝群体。 | 不超过2分30秒 |
| 剧情版预告(Story Trailer)               | 主要阐述电影剧情发展，但不会透露关键信息，用以吸引了解和关注电影剧情的观众。 | 不超过2分30秒 |
| 定档预告（Release Date Trailer）        | 主要向观众展示电影上映档期的信息，并加入一些在上版本中未使用的全新镜头，以吸引更多的潜在观众。但由于各种不确定的情况会导致电影延期，那么延期后的电影，可能会再制作一版此预告，以表明新的上映日期。比如《唐人街探案3》本来定档2020年春节档上映，但由于遭受新型冠状病毒疫情影响，而延期到2021年春节档，该电影在2020年重新发布了一版定档预告。 | 不超过2分30秒 |
| 终极预告（Launch Trailer）              | 此预告展现的地方可以很全，由于是电影正式上映院线前的最后一支预告，所以涉及的元素可以很多，叙事也可以相对更多和完整，基本没有任何限制，只要好看就行。比如电影《八佰》的终极预告中，故事线相对前面的预告就会更加完整，背景阐述、战场氛围、文戏也更加的多。 | 不超过2分30秒 |
| 电视预告(TV Spot Trailer)               | 此预告主要用于电视媒体播放，吸引使用电视的群体，以一些简短的叙事和精彩镜头蒙太奇剪辑，预告可以是专门为电视媒体而单独制作，也可以是从之前的预告中进行缩减套剪。此预告在欧美国家常见，而在中国大陆基本很少见。 | 由于电视媒体的时长播放限制，不超过30秒或者1分钟，因各个国家地区电视媒体限制不一样，可能有播放时间上的差异。                                                 |
| 院线贴片预告（Cinema Trailer）          | 此预告主要用于电影院的LED屏播放，经过电影院走廊的两侧的观众可以看到这些预告。还有的一部分用于电影开始前，进场的观众则可以看到。此版本预告以一些简短的叙事和精彩镜头蒙太奇剪辑，预告可以是专门为院线线下投放而单独制作，也可以是从之前的预告中进行缩减套剪。此预告需要根据院线放映机的播放需求而进行DCP转换打包（Digital Cinema Package）。 | 不超过30秒 |
| 互联网贴片预告（Internet Trailer）      | 此预告主要用于互联网社交平台，投放于视频社交平台，在视频开始前的广告中进行播放，以吸引各视频平台的潜在观众。此版本预告以一些简短的叙事和精彩镜头蒙太奇剪辑，预告可以是专门为互联网社交平台而单独制作，也可以是从之前的预告中进行缩减套剪。 | 不超过15秒 |
| R级限制预告（Red Band Trailer）         | 由于一些地区有完善的电影分级制度，而在常规的预告片版本中，是不可以展现大量的脏话、血腥、暴力、色情等元素。所以制片方会单独制作一版带有红色R级分级标识（“以下预览已被美国电影协会准许仅向受限观众播放”）的限制级预告，此版预告可以使用任何在普通预告片中不可以使用的元素。由于中国大陆有严格的电影审查制度，并没有明确的電影分級制度，所以中国大陆并没有R级限制预告这个版本。                                                                       | 不超过2分30秒 |
| 超级碗预告（Super Bowl Trailer）        | 此预告主要用于超级碗时期在媒体上播放宣传，由于超级碗在美国地区拥有大量的人群观看基数，近年来在美国地区收视率也是稳拿第一。所以电影的宣发方会单独制作一支为超级碗定制的预告，预告也会添加一些新的镜头和内容。此预告的主要目的是吸引特定展会或赛事情况下的潜在观众，相似的在游戏方面，有科隆预告或者E3预告。 | 不超过3分钟 |
| 圣迭戈国际漫画展预告（SDCC Trailer）    | 此预告主要用于圣迭戈国际漫画展时期在媒体上播放宣传，由于1990年代改编自漫画的电影风气盛行，该漫画展遂成好莱坞片商相关作品宣传重心。演变至今虽然叫漫画展，但内容多元化，影视行业也宣传即将播映的作品，因此每年会展上邀请来的明星成为焦点，制片方也会专门为展会制作电影预告片，以吸引参展人员。 | 不超过4分钟 |
| 加长版预告（Extended Trailer）          | 此预告为专门制作的加长版本，用以放出更多的内容给观众，以此满足观众的好奇心和增长期待值。一般较为出名的IP则更容易制作此版本。 | 不超过4分钟 |
| 地区版预告（Nation Version Trailer）    | 此预告版本主要为针对不同地区的观影群体制作，常规做法是将官方预告的字幕和包装字卡语言翻译成各地区语言（台湾地区还会将包装字卡部分进行配音），部分地区也将预告片中的语音也翻译成当地语言，还有一种做法就是找当地的预告片创意公司进行单独的剪辑制作。 | 不超过2分30秒 |

###### 游戏预告
在1990年代末至2000年代初，随着游戏预告片越来越流行，并以吸引更多的人群购买游戏产品，游戏产业在如今已经开始更多的扩展预告片范围。 游戏预告片主要有两种类型：CG和实机画面。CG预告片通常不使用游戏引擎制作，而是更多地依赖于CGI技术。 即使CG预告片并不能完全代表游戏的实际玩法，并作为游戏的一个噱头宣传，但它们通常被公认为是游戏宣发流程里必要的一部分。而使用游戏引擎制作的游戏预告片被称为实机预告，一般在预告开始时会标注“游戏引擎画面”的底部标识，说明此预告中的画面全部来自游戏实际的制作引擎。从理论上讲，这意味着观众看到的画面皆是游戏产品的实际画面，即游戏的演示，但尽管并非总是如此。 例如，《赛博朋克2077》和《异形：殖民军》预告片未能提供预告片中所包含的多个功能，其预告片中的图形标准也高于最终发售的游戏。
游戏预告片由于根据各游戏厂商需求、各大在线贩售平台需求（PlayStation Store、Microsoft Store、Nintendo eShop所要求的开场画面和片尾信息标注会不一样，商店会严格审核每个上架的预告片）、地区宣发需求和宣发流程，版本及其放出顺序而有所不同。以下列举一些常见的版本：
| 类型                                                    | 作用 | 画面表现                     | 时长 |
| ------------------------------------------------------- | --- | ---------------------------- | --- |
| 先导预告(Teaser Trailer)                                | 通常会以一些较为吸引人的游戏剧情内容、长镜头、渲染氛围的游戏CG/实机剪辑或者直接释出一个IP Logo，该预告一般不会放出游戏的主要剧情叙事，其目的还是氛围渲染和释放出该游戏发售的正式消息，部分游戏先导预告甚至并没有游戏的实际画面(包括CG)，比如2020年发行的射击游戏《使命召唤：黑色行动冷战》的先导预告则使用了历史影像资料来进行剪辑制作，以此突出游戏的时代背景。此预告有时候会是CG预告片的先导片，而独立游戏工作室更多的会使用实机画面来制作，但现在游戏先导预告的制作和宣发并不是很多，部分厂商优先使用CG预告来作为第一支先导预告。 | CG动画/实机引擎/现实影像素材 | 不超过1分30秒                                                                                               |
| CG预告(Cinematic Trailer)                               | 此版预告主要有CGI制作公司来使用CG动画引擎独立制作（部分游戏厂商会选择外包，也有部分厂商有独立制作CG动画的能力），而不是使用游戏的实际制作引擎。该预告主要由CGI渲染引擎进行分镜合成，而很少用到独立的游戏预告片剪辑师。CG预告会大概介绍游戏的背景世界观，主要为游戏实际画面公开前做宣发上的噱头，以此调动玩家的对游戏的关注度，但CG预告里展现的画面和游戏玩法并不能完全代表实际游戏的玩法。 | CG动画                       | 不超过4分钟                                                                                                 |
| 正式预告/揭露预告（Official Trailer/Reveal Trailer）    | 介绍游戏的背景故事，埋入悬念，并展现游戏的各个方面内容，会有更多的精彩镜头被包含在此预告中。游戏厂商可以使用游戏引擎的便利性，可以获取很多适合的游戏分镜，所以此版预告里，并不是所有镜头都是第一人称或第三人称游玩的画面，但如果游戏厂商不想让一些镜头、剧情、演员太早暴露，所以会特定作出元素限制。此游戏预告主要使用游戏引擎制作的实机画面，并让玩家了解游戏的实际情况，但很多时候此版预告中的游戏画面，使用游戏引擎强化后的，所以实际购买到的游戏产品，画面并不能完全达到正式预告中的画面。《赛博朋克2077》的正式预告和实际游戏产品的画面就出现了差异。                                                                                         | 实机引擎                     | 不超过4分钟                                                                                                 |
| 公布预告（Announce Trailer）                            | 此预告功能和揭露预告类似，皆是介绍游戏的背景故事，埋入悬念，并展现游戏的各个方面内容。同时，游戏工作室/厂商可以使用游戏引擎的便利性，可以获取很多适合的游戏分镜，所以此版预告里，并不是所有镜头都是第一人称或第三人称游玩的画面，但如果游戏游戏工作室/厂商不想让一些镜头、剧情、演员太早暴露，所以会特定作出元素限制。但更多的游戏独立工作室会选择以此版本与大厂商的游戏预告分开。 | 实机引擎                     | 不超过3分钟                                                                                                 |
| 玩法预告（Gameplay Trailer）                            | 此预告主要注重在游戏的操作、功能、体验上，所以展现的内容基本是游戏的玩法，通过游戏画面和字卡包装剪辑，给予玩家游戏的信息。此版预告可以直接告诉玩家这款游戏怎么玩，玩家也能最直观的了解游戏里面的功能。但也有可能受到一些综合的因素，预告中所展现的玩法和功能也不一定会完全出现在正式发售的游戏产品中。此预告的制作中，可能需要游戏预告剪辑师录制游戏画面，根据游戏预告片剪辑师Derek-Lieu的分享，他在制作《看火人》预告片时候，为了得到扔瓶子镜头的完美素材，他曾尝试了几十遍才成功。 | 实机引擎                     | 不超过4分钟                                                                                                 |
| 剧情预告（Story Trailer）                               | 由于游戏玩家群体的关注面不一样，部分游戏玩家是专注于单人剧情的。除特定的网游或者合作类型的游戏之外，其他游戏都是带有单机剧情，所以此版预告主要阐述游戏剧情发展，但不会透露关键信息，用以吸引了解和关注游戏单机剧情的观众。但一部分独立游戏或文字游戏并不带有配音，所以游戏预告片剪辑师在制作这种游戏的预告时，会单独为预告片配音或者使用大量的包装字卡信息来让玩家更直观的了解游戏剧情。 | CG动画/实机引擎              | 不超过3分钟                                                                                                 |
| 游戏演示预告（Demo Trailier）                           | 此版预告主要为游戏的实际操作演示，向玩家展示游戏的具体操作、玩法、剧情、功能等。很多厂商会独立使用引擎制作一个演示游玩，并采用大量的动画预演，使演示游玩更加的具有观赏性，以调动玩家的购买性。也有一部分厂商采取实际游戏操作画面录制，来制作成演示视频。但很多时候此版预告中的游戏画面，使用游戏引擎进行了强化，所以实际购买到的游戏产品，画面并不能完全达到正式预告中的画面。育碧旗下制作的游戏《孤岛惊魂3》、《看门狗》、《全境封锁》、《彩虹六号：围攻》、《孤岛惊魂4》都出现了画面缩水现象。还有诸如其他厂商的游戏《无人深空》、《黑暗之魂2》、《异形：殖民军》、《圣歌》、《质量效应：仙女座》、《巫师3：狂猎》等也出现了参差不齐的画面缩水。 | 实机引擎                     | 不超过30分钟                                                                                                |
| 主题版预告（Style Trailer）                             | 主要围绕一个主题进行阐述制作的预告，预告中也围绕这些点来进行创意制作，以此吸引不同的观众群体。游戏预告片剪辑师会在前期从游戏游玩中提炼特定的元素来制作此版本的预告，这中间可以涉及很多方面，比如一个游戏中，如果枪战占了很大的比例，就可以制作一个枪战版预告，如果地图辽阔风景秀丽戏，就可以出一个游戏世界版预告，如果爱情部分比较多，还可以出一个爱情版预告。但如今很少有游戏厂商会特定的推出主题版预告。 | CG动画/实机引擎              | 不超过3分钟                                                                                                 |
| 发售日期预告（Release Date Trailer）                    | 主要向观众展示游戏发售的信息，并加入一些在上版本中未使用的全新镜头，以吸引更多的潜在观众。但由于各种不确定的情况会导致游戏发售延期，那么延期后的游戏，可能会再制作一版此预告，以表明新的发售日期。 | CG动画/实机引擎              | 不超过3分钟，但有一部分的游戏会超过这个时长，比如《死亡搁浅》的发售日期预告就做到了8分53秒。                |
| 科隆/E3预告（ Gamescom/E3 Trailer）                     | 为科隆游戏展和E3电子娱乐展特定制作的预告片，由于两大展会都拥有大量的人群基数，此版预告将用于在展会上公布最新游戏进展和内容，用以吸引参展人员。 | CG动画/实机引擎              | 不超过3分钟                                                                                                 |
| 多人游戏预告片（Multiplayer Trailer）                   | 此版本预告主要向玩家展示游戏的多人游戏功能，由于一部分的玩家只关注线上游玩的体验和功能，所以带有在线功能的游戏都会出一版多人游戏预告片。此预告制作上一般有两种方法，一种是工作室成员游玩后进行录制剪辑，再一种就是厂商使用动画预演，后期再进行剪辑，就能得到更好的游玩画面。 | 实机引擎                     | 不超过4分钟                                                                                                 |
| 升级版预告（Update Trailer）                            | 此版本预告主要向玩家展示主要游戏的一些更新内容，包括功能、玩法、新剧情章节、武器皮肤、人物服饰、地图等，预告片制作会加入游戏更新内容的实际画面和包装字卡信息，来让玩家了解更新内容。但此预告与DLC预告有一定的区别，即预告中所展现的内容都是免费更新，而不是付费下载。 | 实机引擎                     | 不超过3分钟                                                                                                 |
| 发售预告（Launch Trailer）                              | 此版本预告是游戏的最后一支宣发预告，一般篇幅都会较短，以一些简短的叙事、精彩镜头蒙太奇剪辑和包装字卡来进行游戏发售前的氛围烘托，调度玩家的购买积极性。部分厂商会先行提供游戏试玩版本给游戏媒体，并在后期的发售预告里加入各大游戏媒体的评价包装，以向玩家展示游戏的质量水准。 | CG动画/实机引擎              | 不超过2分钟                                                                                                 |
| 奖项版预告（Accolades Trailer）                         | 此版本预告是游戏发售后的一支预告，主要体现游戏在发售后在各大媒体上的评分和各展会奖项的荣誉。预告制作上会以一些简短的叙事、精彩镜头蒙太奇剪辑和包装字卡来制作。 | CG/实机引擎                  | 不超过2分钟                                                                                                 |
| 互联网贴片预告（Internet Trailer）                      | 此预告主要用于互联网社交平台，投放于视频社交平台，在视频开始前的广告中进行播放，以吸引各视频平台的潜在观众。此版本预告以一些简短的叙事和精彩镜头蒙太奇剪辑，预告可以是专门为互联网社交平台而单独制作，也可以是从之前的预告中进行缩减套剪。 | CG动画/实机引擎              | 不超过30秒                                                                                                  |
| 电视预告(TV Spot Trailer)                               | 此预告主要用于电视媒体播放，吸引使用电视的群体，以一些简短的叙事和精彩镜头蒙太奇剪辑，预告可以是专门为电视媒体而单独制作，也可以是从之前的预告中进行缩减套剪。此预告在欧美国家常见，而在中国大陆基本没有游戏的电视预告版本。 | CG动画/实机引擎              | 由于电视媒体的时长播放限制，不超过30秒或者1分钟，因各个国家地区电视媒体限制不一样，可能有播放时间上的差异。 |
| DLC预告（DLC Trailer）                                  | 此预告主要介绍游戏新发布的DLC，并展示DLC的功能、玩法、新剧情章节、武器皮肤、人物服饰、地图等。预告片制作会加入游戏DLC的实际画面和包装字卡信息，来让玩家了解DLC，以调度玩家购买DLC的积极性。 | 实机引擎                     | 不超过2分钟                                                                                                 |
| 地区版预告（Nation Version Trailer）                    | 此预告版本主要为针对不同地区的游戏玩家制作，常规做法是将官方预告的字幕和包装字卡语言翻译成各地区语言，部分地区也将预告片中的语音也翻译成当地语言。 | CG动画/实机引擎              | 不超过2分30秒                                                                                               |
| 重制版/高清复刻预告（Remake Trailer/HD Remake Trailer） | 此预告是游戏的重制版或者高清复刻版后的独立预告，跟之前老版本游戏发行的预告会在画面表现、游戏玩法、功能上有所不同。预告主要展现重制或高清化后的画面表现，以吸引潜在玩家或者核心游戏玩家购买。（主要以核心粉丝为主） | 实机引擎                     | 不超过2分30秒                                                                                               |

###### 电视预告
电视预告主要用于电视媒体播放，吸引使用电视的群体，以一些简短的叙事和精彩镜头蒙太奇剪辑，预告可以是专门为电视媒体而单独制作，也可以是从之前的预告中进行缩减套剪。此预告在欧美国家常见，而在中国大陆基本很少见。欧美地区的电影、游戏、动画、电视剧、乐队MV都会电视预告版本。

###### 电视节目预告
电视节目预告片最初并不流行，但在2000年后期开始成为一种常见的广告形式。厂商经常在电视上为一部新的电视连续剧（或其中的一集）、一个活动或者马拉松做电视媒体的预告。电视连续剧下一集的预告片通常会在节目的片尾或之后播放。

###### 书籍预告
图书预告是一本书的视频广告，采用类似于电影预告片的技术来宣传书籍和鼓励读者购买。这些预告片也可以被称为“视频播客”，更高质量的预告片被称为“电影式书籍预告片”。 这些预告以最常见的数字视频格式在电视和网络上传播。 预告片的常见展现形式包括使用真人演员表演书中场景、使用书籍实物、 flash视频、动画或简单的静态照片，而这些照片配有文字来传达广告信息。这不同于作者介绍和访谈，后者包括作者叙述其创作阶段、部分作品或接受采访的视频片段。早期的书籍预告片大部分是静态图片，但也有一些录像带包含了真人演员，约翰·法里斯(John Farris)1986年出版的小说《怀尔德伍德》的预告片，将书封面上的图像与约翰·扎克尔(John zachary)等演员的图像结合在了一起。
2007年9月，《学校图书馆学报》设立了最佳书籍预告片奖。分为创作者/出版者、学生创作和成人创作三类奖项。该奖项于2010年10月22日在芝加哥举行的《学校图书馆学报》领导峰会上宣布。
2014年，Dan Rosen和CV Herst创建了BookReels网站，该网站允许出版商和作者发布图书预告片和其他多媒体内容，并可以在BookReels年度奖项中得到荣誉。BookReels网站现可以让读者浏览和评价预告片，并发表评论。
现如今电影预告片已经成为出版商用来推销更多具有电影潜力的商业书籍或小说的标准营销工具。

###### 粉丝自制预告
对于一些比较受欢迎的电影，影迷们也经常自己制作预告片。自制预告是粉丝们利用电影预告片的音频或视频来进行二次创作替代官方预告片的非官方剪辑视频。

## 奖项
每年都有两个主要的奖项来为优秀的电影预告片颁奖，分别为《好莱坞报道》颁发的关键艺术奖（Key Art Awards）和金拖车奖（Golden Trailer Awards）。金拖车奖和关键艺术奖分别从电影预告片、电视广告（TVC）、平面海报的所意部分中挑选获奖者。金拖车奖目前正在不断扩大，增加一个姐妹项目——世界预告片奖，并作为2013年法国戛纳电影节的开场。一年一度的关键艺术奖颁奖典礼通常在好莱坞的Dolby Theater举行。电影人和电影媒体在2012年1月初举行的第一届年度TFI奖，这个网站是第一个正式开始每天对电影营销预告片进行评价的网站。

## 争议

###### 《使命召唤黑色行动：冷战》预告片镜头争议及审查
2020年8月20日，使命召唤官方YouTube频道发布了《使命召唤黑色行动：冷战》先导预告（Call of Duty Black Ops: Cold War - Official Teaser Trailer），此预告是由大量的历史影像资料素材剪辑而成。 由于片中1分04秒和1分05秒分别出现了1989年六四事件在长安街受伤的外国人和示威者在天安门前打砸一辆63式装甲运兵车的镜头，造成大陆社交网站对此预告片进行审查，上传到各大国内视频网站的这两个镜头均被人为的删除（以黑屏替换），否则会被网站审核不通过。此预告也导致部分大陆网民认为使命召唤官方涉嫌辱华，随后，8月22日使命召唤官方YouTube频道删除了2分2秒的预告版本，并将之替换成了一个重新删减后的1分钟版本，此版预告大幅缩短了时长，并删减了部分内容，其内容里也包含六四事件的镜头。

###### 《战狼2》国际版预告涉嫌抄袭事件
2017年5月18日，电影《战狼2》发布了一版国际版预告片，预告1分56秒-1分57秒出现2个《X战警：第一战》中片尾高潮戏的导弹发射镜头，随后被网友发现并质疑抄袭。随后，《战狼2》官方发布道歉信回应，表示由于剧组工作人员的疏忽，误将特效参考示意镜头当成了成片镜头发布，目前正在积极联系各个媒体平台，用正确版本的预告片更换该预告。导演吴京也在微博发表了公告表示歉意。

###### Facebook拒绝发布《GRIS》游戏预告片
2019年1月7日，游戏发行商Devolver Digital官方帐户发表推文称Facebook平台以“具有性暗示的图像”为理由拒绝发布《GRIS》的游戏预告片。负责人Stephanie Tinsley在接受Polygon采访时说：“《GRIS》只是一款使用独特的水彩艺术风格打造的2D横版平台类游戏，预告中的女性画面只是一个雕像，而且实际游戏中也根本没有任何性暗示或裸露，Facebook的这一禁止行为显得非常愚蠢。”1月10日，Facebook一位发言人告诉Polygon，Devolver Digital官方帐户发表的推文中的图片并不是导致该预告被平台拒绝的原因，相反，其原因是视频的发布流程和Devolver Digital的Instagram的链接不符合该平台的广告政策，并导致《GRIS》预告片被平台拒绝。

## 網站連結
- Get-Trailers.com - Download Latest Trailers
- The World Famous Movie Trailer Maker
- A Comprehensive History of the Form （页面存档备份，存于）
- Coming Attractions: The History of the Movie Trailer (2006) （页面存档备份，存于）
- Biography, Trailer Producer Andrew J. Kuehn
- Film Score Monthly: The Art of Scoring Trailers （页面存档备份，存于）
- TrailersMotion.com - Watch both new and old trailers
- Upcoming Movie Trailers
- Cinematrailers.net: Arthouse and Commercial Movie Trailers
- Cinema.ch - Trailer & Teaser Library
- Teaser-Trailer.com （页面存档备份，存于） The latest trailers